# 巴特迪尔海姆
巴特迪尔海姆是德国巴登-符腾堡州的一个市镇。总面积62.09平方公里，总人口13039人，其中男性6083人，女性6956人（2011年12月31日），人口密度210人/平方公里。